# ホプキンソン効果

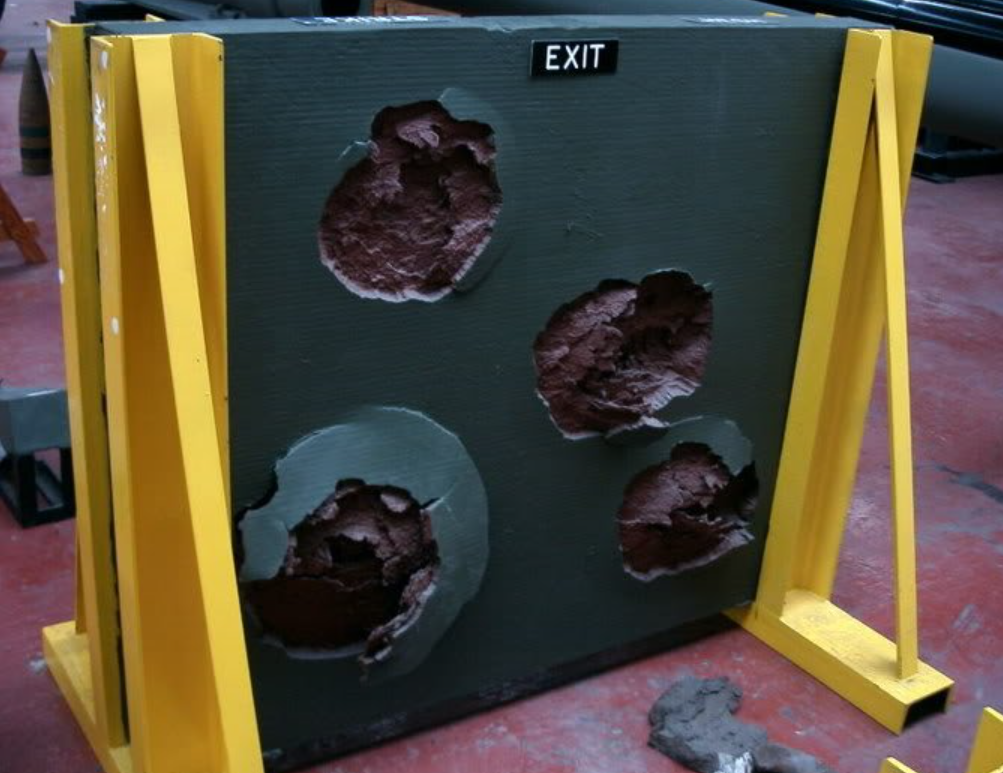
粘着榴弾の射撃試験に供された装甲板の様子。爆発に直接曝されていない裏側から写した写真だが、ホプキンソン効果によるスポール破壊の跡がある。

ホプキンソン効果（ホプキンソンこうか、英：Hopkinson effect）は、鋼板や岩石などに爆薬を密着させた状態で爆破した際に、その裏面に剥離が生じる現象である。

## 概要
爆発によって対象物に衝撃波が投射されると圧縮波となって内部へ伝わる。これが自由面で反射すると逆方向の引張波となる。岩石やコンクリートは圧縮強度よりも引張強度が弱いため、爆発による圧縮応力で破壊されなくても引張応力によって表面に剥離が生じる。金属板の場合にはこれによって裏面が金属片となって飛び散ることになる。このような現象を「スポール破壊」と呼ぶ。この効果を応用した砲弾が粘着榴弾（HEPまたはHESH）である。